# 콘스탄틴 노보셀로프
콘스탄틴 세르게예비치 노보셀로프 경(영어: Sir Konstantin Sergeevich Novoselov, FRS, 러시아어: Константи́н Серге́евич Новосёлов 콘스탄틴 세르게예비치 노포숄로프[*], 1974년 8월 23일~)은 소비에트 연방에서 태어난 영국인 물리학자로, 2010년에 그래핀에 대한 연구로 동료 과학자인 안드레 가임과 함께 노벨 물리학상을 수상하였다.

## 서훈
- 2012년 Knight Bachelor(기사작위) 서임